# Pedro López Quintana
Pedro López Quintana (Barbastro, 27 luglio 1953) è un arcivescovo cattolico spagnolo.

## Biografia
Nasce in Spagna e riceve ordinazione presbiterale il 15 giugno 1980 da papa Giovanni Paolo II. In seguito viene incardinato nell'Arcidiocesi di Santiago di Compostela.
Frequenta la Pontificia Accademia Ecclesiastica ed entra nel servizio diplomatico della Santa Sede.
Dal 22 luglio 1997 al 12 dicembre 2002 ricopre l'incarico di assessore per gli Affari Generali della Segreteria di Stato della Santa Sede.
Il 12 dicembre 2002 viene nominato arcivescovo titolare di Agropoli con incarico di nunzio apostolico a servizio della Santa Sede.
Riceve la consacrazione episcopale il 6 gennaio 2003 da papa Giovanni Paolo II, co-consacranti Leonardo Sandri e Antonio Maria Vegliò.
L'8 febbraio 2003 è destinato alle nunziature in India e Nepal.
Il 10 dicembre 2009 papa Benedetto XVI lo nomina nunzio apostolico in Canada; il 28 settembre 2013 cessa il suo incarico, in attesa di una futura nomina da parte di papa Francesco.
L'8 marzo 2014 viene nominato nunzio apostolico in Lituania e, il 22 marzo, nunzio apostolico in Estonia e Lettonia.
Il 4 marzo 2019 viene nominato nunzio apostolico in Austria.
Nei giorni successivi, l'allora presidente della Lituania Dalia Grybauskaitė, nel consegnargli la Gran Croce al merito, lo ha ringraziato per il significativo contributo al rafforzamento delle relazioni bilaterali tra la Lituania e la Santa Sede oltreché per il suo personale contributo alla preparazione della storica visita papale del settembre 2018, in un particolare contesto di tensione tra i paesi baltici e la Russia.

## Genealogia episcopale e successione apostolica
La genealogia episcopale è:
- Cardinale Scipione Rebiba
- Cardinale Giulio Antonio Santori
- Cardinale Girolamo Bernerio, O.P.
- Arcivescovo Galeazzo Sanvitale
- Cardinale Ludovico Ludovisi
- Cardinale Luigi Caetani
- Cardinale Ulderico Carpegna
- Cardinale Paluzzo Paluzzi Altieri degli Albertoni
- Papa Benedetto XIII
- Papa Benedetto XIV
- Papa Clemente XIII
- Cardinale Enrico Benedetto Stuart
- Papa Leone XII
- Cardinale Chiarissimo Falconieri Mellini
- Cardinale Camillo Di Pietro
- Cardinale Mieczysław Halka Ledóchowski
- Cardinale Jan Maurycy Paweł Puzyna de Kosielsko
- Arcivescovo Józef Bilczewski
- Arcivescovo Bolesław Twardowski
- Arcivescovo Eugeniusz Baziak
- Papa Giovanni Paolo II
- Arcivescovo Pedro López Quintana

La successione apostolica è:
- Vescovo Andrew Raksam Marak (2004)
- Vescovo Yvon Ambroise (2005)
- Vescovo Robert Michael Miranda (2005)
- Vescovo Anthony Alwyn Fernandes Barreto (2005)
- Arcivescovo William D'Souza, S.I. (2006)
- Arcivescovo Peter Machado (2006)
- Vescovo Vincent Kympat (2006)
- Arcivescovo Victor Lyngdoh (2006)
- Vescovo Sarat Chandra Nayak (2007)
- Vescovo Derek Fernandes (2007)
- Arcivescovo Raphy Manjaly (2007)
- Vescovo Anthony Francis Sharma, S.I. (2007)
- Vescovo Michael Akasius Toppo (2008)